# The Love of an Island Maid
Pour plus de détails, voir Fiche technique et Distribution.
The Love of an Island Maid est un film muet américain réalisé par Colin Campbell et sorti en 1912.

## Fiche technique
- Titre : The Love of an Island Maid
- Réalisation : Colin Campbell
- Scénario : Lanier Bartlett
- Producteur : William Selig
- Société de production : Selig Polyscope Company
- Pays d'origine :  États-Unis
- Format : Noir et blanc — 35 mm — 1.33:1 — Muet
- Genre : Film dramatique
- Dates de sortie : 
  -  États-Unis : 13 mai 1912

## Distribution
- Hobart Bosworth
- Bessie Eyton
- Tom Santschi
- Phyllis Gordon
- Anna Dodge
- Frank Richardson
- Roy Watson